# Elvire Audray
Sylvie Andrée Dansin, más conocida por su nombre artístico Elvire Audray, fue una actriz, cantante y presentadora de televisión francesa que hizo su carrera en Italia. Ganó relevancia por sus actuaciones en películas italianas de los años 1980, como: "Vado a Vivere da Solo (1982)", "Assassinio al Cimitero Etrusco (1982)", "La Guerra del Ferro - Ironmaster (1983)", "Schiave Bianche - Violenza in Amazzonia (1985)" y "Nosferatu a Venezia (1988)". En julio de 2000, Elvire Audray se suicidó.